# Pieter Kasteleyn
Pieter „Piet“ Willem Kasteleyn (* 12. Oktober 1924 in Leiden (Stadt); † 16. Januar 1996 ebenda) war ein niederländischer theoretischer Physiker, der sich mit statistischer Physik befasste.
Kasteleyn studierte nach dem Schulabschluss 1942 zunächst Chemie in Amsterdam und nach dem Krieg Physik in Leiden mit dem Abschluss 1951 und der Promotion bei Sybren Ruurds de Groot 1956 mit der Schrift Statistical Problems in Ferromagnetism, Antiferromagnetism and Adsorption. Er hatte ab 1963 eine volle Professur am Lorentz Institut der Universität Leiden. 1985 ging er in den Ruhestand.
Nach ihm ist die FKG-Ungleichung in der statistischen Mechanik benannt (und nach Cees Fortuin und Jean Ginibre) und nach ihm, Michael E. Fisher und Harold Neville Vazeille Temperley der FKT-Algorithmus in der Graphentheorie.
Mit Cees Fortuin entwickelte er in einer Reihe von Arbeiten das Random Cluster Modell.
1979 wurde er Mitglied der Königlich Niederländischen Akademie der Wissenschaften und war 1981 bis 1985 Sekretär von deren Physik-Abteilung.